# 戴文德·莫罕
戴文德·莫罕（Devinder Mohan，1920年—），前印度男子羽球運動員，曾經在印度全國錦標賽獲得5次男單冠軍、4次男雙冠軍及1次混雙冠軍。
戴文德·莫罕與另一名印度人普拉卡什·納特在1942至1946年間瓜分了印度全國錦標賽的男單冠軍。1947年，兩人一同前往英格蘭參加全英公開賽時被分到男子單打項目的同一個四分之一分區，意味著兩人將會在八強時碰頭，莫罕與納特為了確保兩人之間的勝者能夠晉級決賽，他們以投擲硬幣的方式決定兩人的勝負。猜對硬幣的納特也在接下來的準決賽獲勝而晉級決賽，成為史上第一位晉級全英公開賽決賽的印度人。最終普拉卡什·納特在決賽不敵瑞典選手康尼·耶普森。